# Desarrollo del canon del Nuevo Testamento

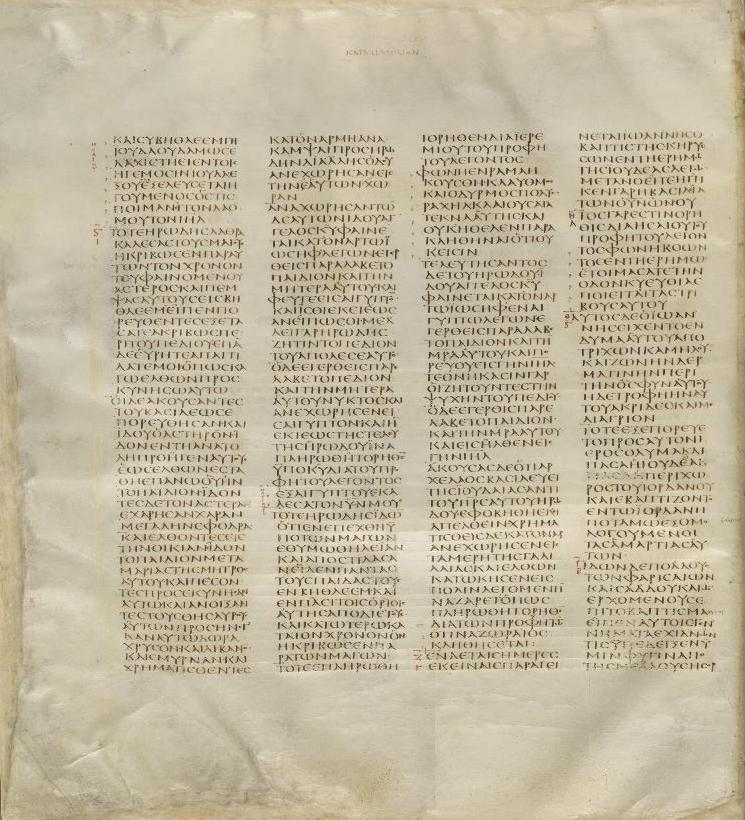
Fragmento del Evangelio de Mateo en una página del Códice Sinaítico del siglo V

Para el canon judío, consulte Desarrollo del canon de la Biblia Hebrea. Para el canon del Antiguo Testamento, consulte Desarrollo del canon del Antiguo Testamento.
El canon del Nuevo Testamento es el conjunto de libros que los cristianos consideran como divinamente inspirados y que constituyen el Nuevo Testamento de la Biblia cristiana. Para la mayoría, es una lista acordada de veintisiete libros que incluye los Evangelios canónicos, los Hechos, las cartas de los Apóstoles y el Apocalipsis. Los libros del canon del Nuevo Testamento fueron escritos en su mayoría en el primer siglo y acabados antes del año 150 d. C. Para los ortodoxos, el reconocimiento de estos escritos como autoritarios se formalizó en el Segundo Concilio Trullano en el 692, aunque fue casi universalmente aceptado a mediados del siglo IV. El canon bíblico fue el resultado del debate y la investigación, llegando a su término final para los católicos en la definición dogmática del Concilio de Trento en el siglo XVI, cuando el canon del Antiguo Testamento fue proclamado en la Iglesia católica también.
Los escritos atribuidos a los Apóstoles circularon entre las primeras comunidades cristianas. Las epístolas paulinas circulaban, tal vez en formas recogidas, a finales del siglo I d. C. Justino Mártir, en la mitad del siglo II, menciona las «memorias de los apóstoles», que se leen en «el día llamado el del sol» (domingo) al lado de «los escritos de los profetas». El canon de cuatro evangelios (el Tetramorfos) es confirmado por Ireneo, c. 180, que se refiere directamente al mismo.
A principios del siglo III, Orígenes pudo haber estado usando los mismos veintisiete libros del canon del Nuevo Testamento, aunque todavía había disputas sobre la canonicidad de la Epístola a los Hebreos, Santiago, II Pedro, II Juan, III Juan, Judas y Apocalipsis, conocidos como los Antilegomena. Del mismo modo, el Fragmento Muratoriano da evidencia que, quizás tan pronto como el año 170, existía un conjunto de escritos cristianos un tanto similares a los veintisiete libros del canon del Nuevo Testamento, que incluía cuatro evangelios y argumentaba en contra de las objeciones a ellos. Así, mientras que hubo un gran debate en la Iglesia Primitiva sobre el canon del Nuevo Testamento, los principales escritos habían sido aceptados por casi todos los cristianos a mediados del siglo III. En su carta de Pascua de 367, Atanasio, obispo de Alejandría, dio una lista de los libros que se habrían convertido en los veintisiete libros canon del Nuevo Testamento, y él usó la palabra «canonizado» (griego: κανονιζόμενα, kanonizomena) con respecto a ellos. El primer consejo que aceptó el presente canon del Nuevo Testamento pudo haber sido el Sínodo de Hipona en África del Norte (393 d. C.); las actas de este consejo, sin embargo, se han perdido. Un breve resumen de las actas fue leído y aceptado por los Concilios de Cartago en 397 y 419. Estos concilios estuvieron bajo la autoridad e influencia de Agustín, que consideraba el canon como ya cerrado. El Concilio de Roma de Dámaso I, si el Decretum Gelasianum se asocia correctamente con este, emitió un canon bíblico idéntico al que se ha mencionado anteriormente; o, si no, la lista es, al menos, una compilación del siglo VI. Del mismo modo, la edición de la Vulgata latina de la Biblia, c. 383, fue decisiva en la fijación del canon en Occidente. En c. 405, Inocencio I envió una lista de los libros sagrados a un obispo galo, Exuperio de Toulouse. Los estudiosos cristianos afirman que, cuando estos obispos y concilios hablaron sobre el asunto, no fueron definiendo algo nuevo, sino que «ratificaron lo que ya se había establecido en la mente de la Iglesia».
Por lo tanto, algunos afirman que, desde el siglo IV, existía unanimidad en el Occidente relativo al canon del Nuevo Testamento, y que, en el siglo V, la Iglesia de Oriente, con algunas excepciones, había llegado a aceptar el Libro del Apocalipsis y, por lo tanto, habían llegado a una decisión unánime sobre el asunto del canon. No obstante, las articulaciones dogmáticas completas del canon no se hicieron hasta el Canon de Trento de 1546 del catolicismo; la Confesión de Fe gala de 1559 por el calvinismo; los Treinta y Nueve Artículos de 1563 de la Iglesia de Inglaterra; y el Sínodo de Jerusalén de 1672 para los griegos ortodoxos.

## Cristianismo temprano (c. 30–325)
En el período de cien años, que se extiende aproximadamente desde el año 50 al 150, una serie de documentos comenzó a circular entre las iglesias, incluyendo epístolas, evangelios, memorias, apocalipsis, homilías y colecciones de enseñanzas. Mientras que algunos de estos documentos tenían un origen apostólico, otros se basaron en la tradición de los apóstoles y los ministros de la palabra que se había utilizado en sus misiones individuales. Y otros representaban una suma de la enseñanza a cargo de un centro de la iglesia en particular. Varios de estos escritos buscaban extender, interpretar y aplicar la enseñanza apostólica para satisfacer las necesidades de los cristianos en una localidad determinada.

### Clemente de Roma
A finales del siglo I, algunas cartas de Pablo eran conocidas por Clemente de Roma, junto con alguna forma de las «palabras de Jesús» (c. 96); pero mientras que Clemente valora estos sumamente, que no los considera como «Escritura» (graphe), un término que reservaba para la Septuaginta.Metzger, 1987 llega a la siguiente conclusión acerca de Clemente:
Clemente (...) hace referencias ocasionales a ciertas palabras de Jesús; a pesar de que tienen autoridad para él, no figura a investigar cómo se garantiza su autenticidad. En dos de los tres casos que él habla de recordar «las palabras» de Cristo o del Señor Jesús, parece que tiene un registro escrito en mente, pero él no lo llama un «evangelio». Él conoce varias de las epístolas de Pablo, y las valora sumamente por su contenido; lo mismo puede decirse de la Epístola a los Hebreos, a la que conoce perfectamente. Aunque estos escritos obviamente poseen para Clemente considerable importancia, nunca se refiere a ellos como autoritativas «Escrituras».
—Metzger, 1987, p. 43

### 2 Pedro
En el Nuevo Testamento, se hace referencia a al menos algunas de las obras de Pablo como Escritura. 2 Pedro 3:16 dice:
[Pablo en] casi en todas sus epístolas, hablando en ellas de estas cosas; entre las cuales hay algunas difíciles de entender, las cuales los indoctos e inconstantes tuercen, como también las otras Escrituras, para su propia perdición.
La referencia a, presumiblemente, la Septuaginta como las «otras» Escrituras indica que el autor de 2 Pedro consideraba, al menos, a las obras de Pablo que habían sido escritas por su tiempo como Escritura. Esto se convierte en nuestra primera referencia a las epístolas paulinas como Escritura. Chester y Martin datan a 2 Pedro c. 100-150 d. C.

### Marción de Sinope
Marción, un obispo de Asia Menor que fue a Roma y más tarde fue excomulgado por sus puntos de vista, fue el primero (según los registros) en proponer un definitivo, exclusivo y único canon de escrituras cristianas, compilado en algún momento entre 130–140 d. C. (Aunque Ignacio hizo mención de las escrituras cristianas, antes de Marción, contra las herejías percibidas de los judaizantes y los docetistas, él no publicó un canon). En su libro Origin of the New Testament Adolf von Harnack argumentó que Marción vio a la iglesia en este momento como en gran parte una iglesia del Antiguo Testamento (una que «sigue el Testamento del Dios-Creador»), sin un canon del Nuevo Testamento firmemente establecido; por lo que la iglesia formuló gradualmente su canon del Nuevo Testamento en respuesta al desafío planteado por Marción.
Marción rechazó la teología del Antiguo Testamento en su totalidad y consideraba al Dios representado allí como un ser inferior. Afirmó que la teología del Antiguo Testamento era incompatible con la enseñanza de Jesús en relación con Dios y la moralidad. Marción creía que Jesús había venido a liberar a la humanidad de la autoridad del Dios del Antiguo Testamento y para revelar al Dios superior, de la bondad y la misericordia, a quien llamó el Padre. Pablo y Lucas fueron los únicos autores cristianos que encontraron el favor de Marción, aunque sus versiones de éstos diferían de los que más tarde serían aceptados por el cristianismo convencional (también denominado cristianismo proto-ortodoxo).
Marción creó un canon, un grupo definido de libros que él consideraba como totalmente autoritarios, desplazando a todos los demás. Este constaba de diez de las epístolas paulinas (sin las Pastorales) y el Evangelio de Lucas. No está claro si él corrigió estos libros, purgando de ellos lo que no concordaba con sus puntos de vista, o que sus versiones representaban una tradición textual independiente.
El evangelio de Marción, llamado simplemente el Evangelio del Señor, difería del Evangelio de Lucas por carecer de cualquier pasaje que conectaba a Jesús con el Antiguo Testamento. Él creía que el dios de Israel, quien dio la Torá a los hijos de Israel, era un dios totalmente diferente del Dios Supremo que envió a Jesús e inspiró el Nuevo Testamento. Marción denomina su colección de epístolas paulinas la Apostolikon. Estos también difieren de las versiones más aceptadas por la ortodoxia cristiana. 
Además de su Evangelio y Apostolikon, escribió un texto llamado Antítesis que contrastaba la vista del Nuevo Testamento de Dios y la moralidad con la opinión del Antiguo Testamento de Dios y la moralidad.
El canon y la teología de Marción fueron rechazadas como heréticos por la iglesia primitiva; sin embargo, obligó a otros cristianos a considerar cuales textos eran canónicos y por qué. Marción extendió sus creencias ampliamente; que se hicieron conocidas como marcionismo. En la introducción a su libro Early Christian Writings, Henry Wace afirma:
Un teólogo moderno (..) no puede negarse a discutir la cuestión planteada por Marción: si existe tal oposición entre diferentes partes de lo que él considera como la palabra de Dios, no todas pueden venir del mismo autor.
La Enciclopedia Católica de 1913 describe a Marción como «quizás el enemigo más peligroso el cristianismo ha conocido».Ferguson, 2002 cita el De praescriptione haereticorum 30 de Tertuliano:
Dado que Marción separaba el Nuevo Testamento del Antiguo, [el Nuevo Testamento] es subsecuente a aquello que se separó, ya que fue sólo en su poder para separar lo que estaba unido con anterioridad. Después de haber sido unidos previo a su separación, el hecho de su posterior separación demuestra la subsecuencia también del hombre que efectúa la separación.
La nota 61 de la página 308 agrega:
[Wolfram] Kinzig sugiere que fue Marción quien usualmente llamaba a su Biblia testamentum [en latín significa testamento].
Otros estudiosos proponen que fue Melitón de Sardes quien originalmente acuñó la frase «Antiguo Testamento», que se asocia con el supersesionismo.
Robert M. Price sostiene que la evidencia de que los padres de la Iglesia, como Clemente, Ignacio, y Policarpo («demasiado alegremente dan por auténticos escritos a principios del siglo segundo»), conocían de las epístolas paulinas no es clara, y concluye que Marción fue la primera persona en recoger los escritos de Pablo a varias iglesias y tratar con diez cartas paulinas, algunas de ellas composiciones propias de Marción, junto con una versión anterior de Lucas (no el Evangelio de Lucas, como ahora se conoce), en un canon:
Sin embargo, el primer compilador de las epístolas paulinas habría sido Marción. Nadie más de los que conocemos sería un buen candidato, ciertamente no los esencialmente ficticios Lucas, Timoteo y Onésimo. Y Marción, como lo presentan Burkitt y Bauer, llena los requisitos perfectamente.

### Justino Mártir
En la mitad del siglo segundo, Justino Mártir (cuyos escritos abarcan el período comprendido entre c. 145-163) menciona las «memorias de los apóstoles», que los cristianos llamaban «evangelios» y que eran considerados a la par con el Antiguo Testamento. Los eruditos están divididos sobre si existe alguna evidencia de que Justino incluyó el Evangelio de Juan entre las «memorias de los apóstoles», o si, por el contrario, basaba su doctrina del Logos en él. En las obras de Justino, las distintas referencias se encuentran a Romanos, 1 Corintios, Gálatas, Efesios, Colosenses y 2 Tesalonicenses, y posibles alusiones a Filipenses, Tito y 1 Timoteo.
Además, se refiere a un relato de una fuente no identificada del bautismo de Jesús, la cual difiere de la proporcionada por los evangelios sinópticos:
Cuando Jesús entró dentro del agua, el fuego se encendió en el Jordán; y cuando subía del agua, el Espíritu Santo vino sobre él. Los apóstoles de nuestro Cristo escribieron esto.

### Ireneo
Los cuatro Evangelios canónicos (el Tetramorfos) fueron afirmados por Ireneo, c. 160, quien se refiere directamente a los mismos. Una insistencia sobre la existencia un canon de cuatro evangelios, y no otros, fue un tema central de Ireneo de Lyon, c. 185. En su obra central, Adversus Haereses, Ireneo denunció varios grupos cristianos tempranos que utilizaban un solo Evangelio, como el marcionismo, que utilizaba solo la versión de Marción de Lucas; o los ebionitas, que parecen haber utilizado una versión aramea de Mateo; así como grupos que utilizaban más de cuatro evangelios, como los valentinianos (AH 1.11). Ireneo declaró que los cuatro que defendía eran los cuatro «pilares de la Iglesia»: «no es posible que pueda haber más o menos de cuatro», afirmó, presentando como lógica la analogía de las cuatro esquinas de la tierra y los cuatro vientos (3.11.8). Su imagen, tomada de Ezequiel 1 o Apocalipsis 4:6-10, del trono de Dios rodeado de cuatro criaturas con cuatro caras –«el aspecto de sus caras era cara de hombre, y cara de león al lado derecho de los cuatro, y cara de buey a la izquierda en los cuatro; asimismo había en los cuatro cara de águila»– equivalente a los «cuatro formados» Evangelios, es el origen de los símbolos convencionales de los evangelistas: el león (Marcos), el buey (Lucas), el águila (Juan) y el hombre (Mateo). Ireneo estaba en última instancia acertado en declarar que los cuatro evangelios colectivamente, y exclusivamente estos cuatro, contenían la verdad. Mediante la lectura de cada Evangelio a la luz de los otros, Ireneo hizo de Juan un objetivo a través del cual leer a Mateo, Marcos y Lucas. Con base en los argumentos de Ireneo, éste hizo apoyar a los cuatro evangelios auténticos; algunos intérpretes deducen que el Evangelio cuádruple debió haber sido todavía una novedad en la época de Ireneo. Adversus Haereses 3.11.7 reconoce que muchos cristianos heterodoxos utilizaban un solo Evangelio, mientras 3.11.9 reconoce que algunos usaban más de cuatro. El éxito del Diatessaron de Taciano en aproximadamente el mismo período de tiempo es «(...) un poderoso indicio de que el Evangelio cuádruple contemporáneamente patrocinado por Ireneo no era amplio, y mucho menos universalmente reconocido».
McDonald y Sanders, 2002, Apéndice D-1 enumera el siguiente canon de Ireneo, sobre la base de la Historia de la Iglesia de Eusebio 5.8.2-8, pero señalan que: «(...) es probable que no es más que el listado de Eusebio de las referencias hechas por Ireneo»:
Mateo, Marcos, Lucas, Juan, Apocalipsis, 1 Juan, 1 Pedro, Hermas, Sabiduría, Pablo (menciona sus epístolas pero no aparecen listadas).
Ireneo aparentemente cita 21 de los libros del Nuevo Testamento y los nombres de los autores, que pensaba, escribieron los textos. Menciona los cuatro Evangelios, Hechos, las epístolas paulinas (con la excepción de Hebreos y Filemón), así como la primera epístola de Pedro, la primera y segunda epístolas de Juan y el libro de Apocalipsis. Él puede referirse a Hebreos (Libro 2, capítulo 30) y Santiago (Libro 4, Capítulo 16) y tal vez incluso a 2 Pedro (Libro 5, Capítulo 28), pero no cita Filemón, 3 Juan o Judas. Él piensa que la carta a los Corintios, conocido ahora como 1 Clemente, era de gran valor, pero no parece creer que Clemente de Roma fue el autor (Libro 3, Capítulo 3, versículo 3) y parece tener la misma estima inferior a la Epístola de Policarpo (Libro 3, Capítulo 3, versículo 3). Él no se refiere a un pasaje en el Pastor de Hermas como escritura (Mandato 1 o Primer Mandamiento), pero éste tiene algunos problemas de consistencia por su parte. Hermas enseñó que Jesús no era él mismo un ser divino, sino un hombre virtuoso que posteriormente fue lleno del Espíritu Santo y adoptado como el Hijo (una doctrina llamada adopcionismo). Pero el propio trabajo de Ireneo, incluyendo a su cita del Evangelio de Juan (Juan 1:1), indica que él mismo creía que Jesús siempre fue Dios.

### Taciano
Taciano fue convertido al cristianismo por Justino Mártir durante una visita a Roma alrededor del 150 d. C., y después de mucha instrucción, regresó a Siria en 172 para reformar la iglesia allí. En algún momento (se sugiere c. 160 d. C.) compuso un único armonizado «Evangelio» entretejiendo el contenido de los evangelios de Mateo, Marcos, Lucas y Juan conjuntamente con eventos presentes en ninguno de estos textos. La narrativa sigue principalmente la cronología de Juan. Esto se llama el «Diatessaron» («[Armonía] a través de los Cuatro») y se convirtió en el texto oficial del Evangelio de la iglesia siríaca, centrada en Edesa.

### Intentos de definición de la proto-ortodoxia primitiva
A finales del siglo IV, Epifanio de Salamina (muerto en 402) en Panarion 29 afirma que los nazarenos habían rechazado las epístolas paulinas y Ireneo, en su Adversus Haereses 26.2, dice que los ebionitas también las rechazaron. Hechos 21:21 registra un rumor de que Pablo quería derribar el Antiguo Testamento (contra de este rumor véase Romanos 3:8, 3:31). 2 Pedro 3:16 dice que sus cartas han sufrido abusos a manos de los herejes, pues ellos las tuercen «como también las otras Escrituras». En el siglo II y III, Eusebio en su Historia Eclesiasticca escribe que los elcesaitas «hicieron uso de los textos de todas partes del Antiguo Testamento y los Evangelios; rechazan al Apóstol (Pablo) en su totalidad»; 4.29.5 dice que Taciano rechazó las cartas de Pablo y los Hechos de los Apóstoles; 6.25 dice que Orígenes aceptó los 22 libros canónicos de los hebreos, más los Macabeos y los cuatro Evangelios, pero que a Pablo «no [le] hizo uso siquiera como escritura en todas las iglesias que él enseñó; e incluso a aquellos a los que él escribió, él lo citó, pero en unas pocas líneas».
Entre el 140 y el 220, las fuerzas internas y externas causaron que el cristianismo proto-ortodoxo empezara a sistematizar tanto sus doctrinas y su punto de vista de la revelación. Gran parte de la sistematización se produjo como una defensa contra los diversos puntos de vista cristianos tempranos que competían con la emergente proto-ortodoxia. Los primeros años de este período fueron testigos del surgimiento de varios movimientos sólidos de la fe, más tarde considerados heréticos por la iglesia en Roma: el marcionismo, el gnosticismo y el montanismo.
Marción pudo haber sido el primero en tener un canon del Nuevo Testamento claramente definido, aunque esta cuestión de quién vino primero todavía se debate. La compilación de este canon podría haber sido un reto y estímulo a la proto-ortodoxia; si deseaban negar que el canon de Marción era el verdadero, les correspondía a ellos definir cuál era el verdadero. La fase de expansión del canon del Nuevo Testamento por lo tanto podría haber comenzado en respuesta a la propuesta de Marción de un limitado canon.

### Canon de Muratori
El canon de Muratori es el primer ejemplo conocido de una lista de un canon de la mayoría de los libros del Nuevo Testamento. Sobrevive, dañada y por lo tanto incompleta, una pésima traducción latina de un original griego, cuyo texto no se ha conservado, que por lo general es fechado a finales del siglo II, aunque algunos estudiosos lo consideran del siglo IV. Este es un extracto de la traducción de Metzger:
(...) El tercer libro del evangelio: según Lucas (...) El cuarto evangelio es de Juan (...) Los Hechos de todos los apóstoles (...) las epístolas de Pablo (...): primero a los Corintios, segundo a los Efesios, en tercer lugar a los Filipenses, en cuarto lugar a los Colosenses, en quinto lugar a los Gálatas, en sexto lugar a los Tesalonicenses, y en séptimo lugar a los Romanos (...) una vez más a los Corinitios y los Tesalonicenses (...) una a Filemón, una a Tito, dos a Timoteo (...) a los Laodicenses, y otra a los Alejandrinos, [ambas] falsificadas en el nombre de Pablo según la herejía de Marción (...) la carta de Judas y las dos (...) con el nombre del mencionado anteriormente Juan (...) y [el libro de] Sabiduría (...) El Apocalipsis de Juan también recibimos, y el de Pedro, el cual algunos de los nuestros no permiten que sea leído en la iglesia. Pero Hermas escribió el Pastor en la ciudad de Roma muy recientemente (...) por lo tanto sí puede ser leído, pero no puede ser dado a la gente en la iglesia.
—p. 305-7
Esto es evidencia de que, quizás tan pronto como el año 170, existía un conjunto de escritos cristianos algo similar a lo que hoy es el Nuevo Testamento de 27 libros, que incluía cuatro evangelios y se oponía a las objeciones contra ellos. También a principios del siglo II se sostiene que Orígenes (c. 185-c. 254) estaba usando los mismos 27 libros como en el canon católico del Nuevo Testamento, aunque todavía existían persistentes disputas sobre Hebreos, Santiago, II Pedro, II y III Juan, y Apocalipsis. Los cuatro Evangelios canónicos (el Tetramorfos) fueron afirmados por Ireneo, c. 160, quien se refiere directamente a los mismos. Sostuvo que era ilógico rechazar Hechos de los Apóstoles pero aceptar el Evangelio de Lucas, ya que ambos eran del mismo autor. El canon de Marción no incluyó Hechos, por lo que tal vez él lo rechazó. No se sabe cuándo Lucas-Hechos fueron separados. En Adversus Haereses 3.12.12 Ireneo ridiculizó a los que pensaban que eran más sabios que los Apóstoles porque los Apóstoles estaban todavía bajo la influencia judía. Esto fue crucial para refutar el antijudaísmo de Marción, ya que Hechos da honor a Jacobo, Pedro, Juan y Pablo por igual. En ese momento, los judeocristianos tendían a honrar a Jacobo (un cristiano prominente en Jerusalén descrito en el Nuevo Testamento como un «apóstol» y «columna», y por Eusebio y otros historiadores de la iglesia como el primer obispo de Jerusalén), pero no a Pablo; mientras que el cristianismo paulino tendía a honrar más a Pablo que a Jacobo. La escuela de historiadores de Tubinga fundada por F.C. Baur sostiene que en el cristianismo temprano no había conflicto entre el cristianismo paulino y la Iglesia de Jerusalén encabezada por Jacobo el Justo, Simón Pedro y Juan el Apóstol, los llamados «judeocristianos» o «columnas de la Iglesia», aunque en muchos lugares se describe a Pablo como un judío observante, y que los cristianos debían «respetar la ley» (Romanos 3:31).

### Clemente de Alejandría
Clemente de Alejandría (c. 150-c. 215) hizo uso de un canon abierto. Parecía «prácticamente despreocupado por la canonicidad. Para él, la inspiración era lo que importaba». En adición a los libros que están incluidos en el Nuevo Testamento, hizo uso de los no lo estaban pero que tenían canonicidad local (Bernabé, Didajé, I Clemente, el Apocalipsis de Pedro, el Pastor, el Evangelio según los Hebreos), también utilizó el Evangelio de los egipcios, la Predicación de Pedro, Tradiciones de Matías, Oráculos sibilinos, y el Evangelio oral. Él, sin embargo, prefiere los cuatro evangelios de la iglesia a todos los demás, aunque él los complementa libremente con evangelios apócrifos. Él fue el primero[cita requerida] en tratar a las cartas no-paulinas de los apóstoles (distintos de II Pedro) como escritura: aceptó I Pedro, I y II Juan y Judas.

### Los Alogi
Hubo quien rechazó el Evangelio de Juan (y posiblemente también Apocalipsis y las Epístolas de Juan), ya sea como no apostólico, como escrito por el gnóstico Cerinto o no compatible con los evangelios sinópticos. Epifanio de Salamina llama a estas personas Alogi, porque rechazaron la doctrina del Logos de Juan y porque se habían hecho ilógicos. También pueden haber disputado sobre la doctrina del Paráclito. Gayo o Cayo, presbítero de Roma (principios del siglo II), al parecer, se asoció con este movimiento.

### Orígenes
La Historia Eclesiástica de Eusebio 6.25 afirma que Orígenes (m. 253/4) aceptó los 22 libros canónicos de los hebreos, más los Macabeos y los cuatro Evangelios, pero que a Pablo «no [le] hizo uso siquiera como escritura en todas las iglesias que él enseñó; e incluso a aquellos a los que él escribió, él lo citó, pero en unas pocas líneas».

## Período de los Siete Concilios Ecuménicos (325–787)

### Eusebio
Eusebio, en su Historia de la Iglesia, registra el siguiente canon del Nuevo Testamento:
1. [...] Es adecuado resumir los escritos del Nuevo Testamento que han sido ya mencionados. En primer lugar luego deben ponerse el santo cuaternión de los Evangelios; siguiéndolos los Hechos de los Apóstoles [...] las epístolas de Pablo [...] la epístola de Juan [...] la epístola de Pedro [...] Después de ellos se va a colocar, si realmente parece adecuado, el Apocalipsis de Juan, concerniente al cual vamos a dar a las diferentes opiniones en el momento adecuado. Estos pertenecen a continuación, entre los escritos aceptados [Homologoumena].
3. Entre los escritos disputados [Antilegomena], los cuales sin embargo son reconocidos por muchos, son existentes la llamada Epístola de Santiago y la de Judas, también la segunda epístola de Pedro, y aquellos que se llama la segunda y tercera de Juan, si pertenecen al evangelista u otra persona de su mismo nombre.
4. Entre los rechazados [Traducción de Kirsopp Lake: escritos «no genuinos»] hay que contar además los Hechos de Pablo, y el llamado Pastor y el Apocalipsis de Pedro, y además de éstos existente la epístola de Bernabé, y las llamadas Enseñanzas de los Apóstoles; y además, como ya he dicho, el Apocalipsis de Juan, que parece adecuado para algunos, como he dicho, rechazar; pero que otros clasifican con los libros aceptados.

5. Y entre éstos algunos han colocado además el Evangelio según los Hebreos [...] Y todo esto puede ser contado entre los libros disputados [...] libros como los Evangelios de Pedro, de Tomás, de Matías, o de cualesquiera otros además de ellos, y los Hechos de Andrés y Juan y los otros apóstoles [...] que claramente se muestran a sí mismos como las ficciones de los herejes. Por tanto, no han de ser colocados incluso entre los escritos rechazados,sino son todos ellos desechados por absurdos e impíos.
El Apocalipsis de Juan, también llamado Revelación, se consideró tanto aceptado (traducción de Kirsopp Lake: «reconocido») como disputado, lo que ha causado cierta confusión sobre qué era lo que exactamente Eusebio entendía. De otros escritos de los Padres de la Iglesia, sabemos que se disputó en varias listas canónicas rechazar su canonicidad; véase también Pamphili ,  c. 330, 6.25.3–14, atribuido a Orígenes y Pamphili ,  c. 330, 3.24.17–18. Pamphili ,  c. 330, 3.3.5 agrega más detalles sobre Pablo: «Catorce epístolas de Pablo son muy conocidas e indiscutibles. No es ciertamente correcto pasar por alto el hecho de que algunos han rechazado la Epístola a los Hebreos, diciendo que es cuestionada por la Iglesia de Roma, planteando que no fue escrita por Pablo».Pamphili ,  c. 330, 4.29.6 menciona el Diatessaron: «Pero su fundador original, Taciano, formó una cierta combinación y colección de los Evangelios, no sé cómo, a la que dio el título de Diatessaron, y que todavía está en las manos de algunos. Pero dicen que se atrevió a parafrasear ciertas palabras del apóstol [Pablo], con el fin de mejorar su estilo».

### Canon Claromontanus
El canon del Codex Claromontanus, c. 303-67, en una página encontrada insertada en una copia de las epístolas de Pablo y Hebreos del siglo VI, tiene el Antiguo Testamento, además de Tobías, Judit, Sabiduría, Eclesiástico, 1-2 y 4 Macabeos; y el Nuevo Testamento, además de 3 Corintios, Hechos de Pablo, Apocalipsis de Pedro, Bernabé y Hermas, pero faltan Filipenses, 1-2 Tesalonicenses y Hebreos.
Zahn y Harnack son de la opinión de que la lista había sido elaborada originalmente en griego en Alejandría o sus alrededores, c. 300 d. C. Según Jülicher, la lista pertenece al siglo IV y es probablemente de origen occidental.

### Constantino el Grande
En 331, Constantino I comisionó a Eusebio a entregar cincuenta Biblias para la Iglesia de Constantinopla. Atanasio (Apol. Const. 4) registró la existencia de escribas alejandrinos (alrededor del 340) que preparaban las Biblias para Constante. Poco más se sabe, sin embargo, hay un montón de especulaciones. Por ejemplo, se especula que esto puede haber proporcionado la motivación para las listas canónicas, y que el Codex Vaticanus y el Codex Sinaiticus puede ser ejemplos de estas Biblias. Junto con la Peshitta y el Codex Alexandrinus, éstas son las primeras Biblias cristianas existentes. No hay evidencia entre los cánones del Primer Concilio de Nicea de cualquier determinación sobre el canon, sin embargo, Jerónimo (347-420), en su Prólogo a Judit, escribe que el Libro de Judit fue «apreciado por el Concilio de Nicea, por haber sido contado entre el número de las Sagradas Escrituras».

### Cirilo de Jerusalén
McDonald y Sanders, 2002, Apéndice D-2 anota el siguiente canon de Cirilo de Jerusalén (c. 350) de sus Lecturas Catequéticas 4.36:
Evangelios (4), Hechos, Santiago, 1-2 Pedro, 1-3 Juan, Judas?, epístolas de Pablo (14), y el Evangelio de Tomás aparece como pseudoepígrafico.

### Atanasio
En su carta de Pascua de 367, Atanasio, obispo de Alejandría, proporciona una lista de exactamente los mismos libros de lo que sería el canon de 27 libros del Nuevo Testamento, y él usó la palabra «canonizado» (kanonizomena) con respecto a ellos. También aparecen 22 libros del Antiguo Testamento y 7 libros que no están en el canon, sino para ser leídos: Sabiduría de Salomón, Sabiduría del Sirácida, Ester, Judit, Tobit, Didajé y el Pastor. Esta lista es muy similar al canon protestante moderno (WCF); las únicas diferencias son la exclusión de Ester y su inclusión de Baruc y la Carta de Jeremías como parte de Jeremías.

### Canon Cheltenham/Mommsen
El canon Cheltenham, c. 365-90, es una lista latina descubierta por el erudito clásico alemán Theodor Mommsen (publicado en 1886) en un manuscrito del siglo X (principalmente patrístico), perteneciente a la biblioteca de Thomas Phillips en Cheltenham, Inglaterra. La lista probablemente se originó en el norte de África poco después de la mitad del siglo IV.
Tiene 24 libros del Antiguo Testamento y 24 libros del Nuevo Testamento que establece el recuento de sílabas y línea; pero omite Hebreos, Judas y Santiago, y parece cuestionar las epístolas de Juan y Pedro fuera de las primeras.

### Sínodo de Laodicea
El Sínodo de Laodicea, c. 363, fue uno de los primeros sínodos que se proponen para juzgar qué libros eran deben leerse en voz alta en las iglesias. Los decretos emitidos por la treintena de clérigos que asistieron fueron llamados cánones. El Canon 59 decretó que solo los libros canónicos deben ser leídos, pero no hay una lista adjunta en los manuscritos latino y siríaco registrando los decretos. La lista de los libros canónicos, el Canon 60, a veces atribuido al sínodo de Laodicea, pero es una adición posterior de acuerdo con la mayoría de los estudiosos,  tiene 22 libros del Antiguo Testamento y 26 libros del Nuevo Testamento (excluye Apocalipsis).

### Epifanio
McDonald y Sanders, 2002, Apéndice D-2 enumera el siguiente canon de Epifanio de Salamina (c. 374-77), de su Panarion 76.5:
Evangelios (4), las epístolas de Pablo (13), Hechos, Santiago, Pedro, 1-3 Juan, Judas, Apocalipsis, Sabiduría, Eclesiástico.

### Canon Apostólico #85
En c. 380, el redactor de las Constituciones Apostólicas atribuye un canon a los mismísimos Doce Apóstoles, como el 85.º de su lista de tales decretos apostólicos:
Canon 85. Que los siguientes libros sean estimados venerables y santos por todos ustedes, tanto clérigos como laicos. [Una lista de los libros del Antiguo Testamento ...]. Y nuestros libros sagrados, es decir, del Nuevo Testamento, son los cuatro Evangelios, de Mateo, Marcos, Lucas, Juan; las catorce epístolas de Pablo; dos epístolas de Pedro; tres de Juan; una de Santiago; una de Judas; dos epístolas de Clemente; y de las Constituciones que están dedicados a ustedes, los obispos, por mí; Clemente, de ocho libros, que no es apropiado hacer público ante todos, por los misterios que contienen; y los Hechos de nosotros, los Apóstoles.
–(Desde la versión latina)
Algunas traducciones coptas y árabes posteriores agregan Apocalipsis.

### Gregorio Nacianceno
A finales de los años 380, Gregorio Nacianceno produjo un canon en verso que coincidió con el de su contemporáneo Atanasio, con excepción de la colocación de las «Epístolas católicas» después de las epístolas paulinas y omitiendo Apocalipsis. Esta lista fue ratificada por el Sínodo de Trullo de 692.

### Anfiloquio de Iconio
El obispo Anfiloquio de Iconio, en su poema Yámbicos para Seleuco escrito algún tiempo después de 394, analiza el debate sobre la inclusión canónica de una serie de libros, y es casi seguro que rechaza las epístolas posteriores de Pedro y Juan, Judas y Apocalipsis.

### Jerónimo
McDonald y Sanders, 2002, Apéndice D-2 enumera el siguiente canon del Nuevo Testamento de Jerónimo, (c. 394), de su Epístola 53:
«Cuatro del Señor»: Mateo, Marcos, Lucas, Juan, Epístolas de Pablo (14), 1-2 Pedro, 1-3 Juan, Judas, Santiago, Hechos, Apocalipsis.

### Agustín y los cánones del Norte de África
Agustín de Hipona declaró que uno debe «preferir los que son recibidos por todas las Iglesias católicas a las que algunas de ellas no reciben. Entre aquellos, una vez más, que no se ha recibido por todos, él preferirá como tener la sanción del mayor número y los de mayor autoridad, como tienen lugar por el número más pequeño y los de menos autoridad» (La doctrina cristiana 2.12, capítulo 8).
Agustín efectivamente forzó su opinión sobre la Iglesia ordenando tres sínodos de canonicidad: el Sínodo de Hipona en el año 393, el Sínodo de Cartago en 397, y otro en Cartago en el 419. Cada uno de éstos reiteraron la misma ley eclesiástica: «nada se lee en la iglesia con el nombre de las Escrituras divinas», excepto el Antiguo Testamento (incluyendo los deuterocanónicos) y los 27 libros canónicos del Nuevo Testamento. A propósito, estos decretos declararon asimismo por mandato que la Epístola a los Hebreos fue escrita por Pablo, para poner punto final a todo el debate sobre el tema. El primer concilio que aceptó el actual canon de los libros del Nuevo Testamento puede haber sido el Sínodo de Hipona en África del Norte (AD d. C.); los actos de este consejo, sin embargo, se han perdido. Un breve resumen de los actos fue leído y aceptado por los Concilios de Cartago en 397 y 419. Apocalipsis esta en el listado de 419. Estos concilios fueron convocados bajo la autoridad de Agustín, que consideraba el canon como ya cerrado.

### Dámaso I
La comisión de Dámaso de revisar la Vetus Latina (que daría origen a la edición de la Vulgata latina de la Biblia), c. 383, fue fundamental para la fijación del canon en Occidente. Dámaso I es a menudo considerado como el padre del moderno canon católico. Pretendiendo hasta la fecha ser resultado del «Concilio de Roma» bajo Dámaso I en 382, la llamada «lista Damasiana» adherida al pseudoepigráfico Decretum Gelasianum da una lista idéntica a lo que sería el Canon de Trento; y, aunque el texto puede en realidad no ser de Dámaso, es al menos una valiosa compilación del siglo VI.
Esta lista, que figura a continuación, fue supuestamente aprobada por Dámaso:
Génesis, Éxodo, Levítico, Números, Deuteronomio, Jesús Nave, Jueces, Rut, 4 libros de los Reyes, 2 libros de Crónicas, Job, Salmos de David, 5 libros de Salomón, 12 libros de los Profetas, Isaías, Jeremías, Daniel, Ezequiel, Tobías, Judit, Ester, 2 libros de Esdras, 2 libros de los Macabeos, y en el Nuevo Testamento: 4 libros de los Evangelios, 1 libro de los Hechos de los Apóstoles, 13 cartas del apóstol Pablo, 1 de él a los Hebreos, 2 de Pedro, 3 de Juan, 1 de Santiago, 1 de Judas, y el Apocalipsis de Juan.
El llamado Decretum Gelasianum de libris recipiendis et non recipiendis, tradicionalmente atribuido a Gelasio, obispo de Roma (492-496 d. C.). Sin embargo, sobre todo, es probablemente de origen galo meridional (siglo VI), pero varias partes posiblemente se remontan a Dámaso y reflejan la tradición romana. La segunda parte es un catálogo del canon, y la quinta parte es un catálogo de los «apócrifos» y otros escritos que han de ser rechazados. El catálogo del canon da los 27 libros del Nuevo Testamento Católico.

### Inocencio I
En c. 405, Inocencio I envió una lista de los libros sagrados a un obispo galo, Exuperio de Toulouse, idéntica a la de Trento, a excepción de cierta incertidumbre en la tradición manuscrita sobre si las cartas atribuidas a Pablo eran 14 o solo 13, en el último caso posiblemente implica la omisión de la Epístola a los Hebreos.

### Un consenso emerge
Así, desde el siglo IV, existía unanimidad en Occidente relativa al canon del Nuevo Testamento (como lo es hoy); y en el siglo V Oriente, con algunas excepciones, habían llegado a aceptar el libro del Apocalipsis y por lo tanto había llegado a un consensos sobre el asunto del canon, al menos el del Nuevo Testamento.
Este período marca el comienzo de un canon más ampliamente reconocido, aunque la inclusión de algunos libros aún se debatió: la Epístola a los Hebreos, Santiago, 2 Juan, 3 Juan, 2 Pedro, Judas y Apocalipsis. Los motivos de debate incluyeron la cuestión de la autoría de estos libros (tenga en cuenta que el llamado «Concilio de Roma» damasiano ya había rechazado la autoría de Juan el Apóstol de 2 y 3 Juan, pero conservando los libros), su idoneidad para el uso (Apocalipsis en ese momento ya se había interpretado en una amplia variedad de formas heréticas), y en qué medida realmente estaban siendo utilizados (2 Pedro es uno de los más débilmente atestiguados de todos los libros en el canon cristiano).
Los eruditos cristianos afirman que cuando estos obispos y concilios hablaron sobre el asunto, sin embargo, no estaban definiendo algo nuevo, sino que «estaban ratificando lo que ya se había establecido en la mente de la Iglesia».
A comienzos del siglo V, la Iglesia Católica de Occidente, bajo Inocencio I, reconoció un canon bíblico incluyendo las cuatro evangelios de Mateo, Marcos, Lucas y Juan, que fue establecido previamente en varios sínodos regionales, a saber, el Concilio de Roma (382), el Sínodo de Hipona (393), y dos Sínodos de Cartago (397 y 419).
Este canon, correspondiente al moderno canon católico, fue utilizado en la Vulgata, traducción de principios del siglo V de la Biblia hecha por Jerónimo.

### Casiodoro
McDonald y Sanders, 2002, Apéndice D-3 enumera un canon de Casiodoro de Roma, de su Institutiones divinarum et saecularium litterarum (c. 551–62), que es notable por su omisión de 2 Pedro, 2-3 Juan, Judas y Hebreos.

### Cánones de Oriente
Las Iglesias orientales tuvieron, en general, un sentimiento más débil que los de Occidente por la necesidad de hacer una delimitación nítida con respecto al canon. Ellos eran más conscientes de la graduación de la calidad espiritual entre los libros que ellos aceptaron (por ejemplo, la clasificación de Eusebio, los Antilegomena) y en menor medida estaban dispuestos a afirmar que los libros que se rechazaron no poseían ninguna cualidad espiritual en absoluto. Del mismo modo, todos los cánones del Nuevo Testamento de las Iglesias siríacas, armenias, georgianas, coptas egipcias y etíopes tienen pequeñas diferencias. El Apocalipsis de Juan es uno de los libros más inciertos; en Oriente el milenarismo y el montanismo lo dejaron bajo sospecha; no fue traducido al georgiano hasta el siglo X, y nunca ha sido incluido en el leccionario oficial de la Iglesia Ortodoxa Oriental, ya sea en la época bizantina o moderna. Sin embargo, su estado canónico es reconocido, y varios libros del Antiguo Testamento hebreo también no están incluidos en el leccionario oficial del Antiguo Testamento, el Prophetologion: «Porque la única exposición de la mayoría de los cristianos de Oriente tenían del Antiguo Testamento era de las lecturas durante los servicios, el Prophetologion puede ser llamado el Antiguo Testamento de la Iglesia bizantina».

## Fuera del Imperio

### Canon siríaco
Algunos creen que los Hechos también se usó en las iglesias sirias junto al Diatessaron, sin embargo, Eusebio en su Historia de la Iglesia 4.29.5 informa: «Ellos, de hecho, utilizan la ley y los profetas y los evangelios, pero interpretan a su manera las palabras de las Sagradas Escrituras. Y ellos abusan de Pablo el apóstol y rechazan sus epístolas, y no aceptan incluso los Hechos de los Apóstoles». En el siglo IV, la Doctrina de Addai enumera un canon del Nuevo Testamento de 17 libros, usando el Diatessaron y Hechos y 15 epístolas paulinas (incluyendo 3 Corintios). La Doctrina de Addai siríaca (c. 400 d. C.) pretende registrar las tradiciones más antiguas de la iglesia siria, y entre ellas está el establecimiento de un canon: los miembros de la iglesia deben leer solamente el Evangelio (es decir, el Diatessaron de Taciano), las Epístolas de Pablo (que se dice que han sido enviados por Pedro, de Roma), y el libro de los Hechos (que se dice que ha sido enviado por Juan, hijo de Zebedeo, de Éfeso), y nada más.
Durante siglos, el Diatessaron, junto con los Hechos y las epístolas paulinas (excepto Filemón) componían los únicos libros aceptados en las iglesias sirias, lo que significa que las opiniones más estrictas de Taciano, concernientes al rechazo de 1 Timoteo, no se llevaron a cabo. Por otra parte, después de los pronunciamientos del siglo IV sobre el contenido propio de la Biblia, Taciano fue declarado hereje y a principios del siglo el obispo Teodoreto de Ciro, y el obispo Rabbula de Edesa (ambos en Siria) destruyeron todas las copias que pudieron encontrar del Diatessaron y las reemplazó con los cuatro Evangelios canónicos. Como resultado, ninguna copia temprana del Diatessaron sobrevive, aunque un fragmento muy temprano sugiere que habría sido una prueba crucial para el verdadero estado de los primeros Evangelios.
En el siglo V la Biblia siria, llamada la Peshitta, se oficializó, aceptando Filemón, junto con Santiago, 1 Pedro y 1 Juan, pero excluyendo 2 Juan, 3 Juan, 2 Pedro, Judas y Apocalipsis. Después del Concilio de Éfeso, la Iglesia de Oriente se separó, y retuvo este canon de solo 22 libros (la Peshitta) hasta nuestros días. La Iglesia Ortodoxa Siria utiliza este texto también (conocido en el dialecto siríaco occidental como Peshitto), pero con la adición de los otros libros que normalmente están presentes en el canon del Nuevo Testamento.
Desde finales del siglo V o principios del siglo VI la Peshitta de la Iglesia ortodoxa siria incluye 22 libros del Nuevo Testamento, excluyendo 2 Pedro, 2 Juan, 3 Juan, Judas y Apocalipsis. La Peshitta de Lee de 1823 sigue el canon protestante.McDonald y Sanders, 2002 lista el siguiente Catálogo sirio de Santa Catalina, c. 400:
Evangelios (4): Mateo, Marcos, Lucas, Juan, Hechos, Gálatas, Romanos, Hebreos, Colosenses, Efesios, Filipenses, 1-2 Tesalonicenses, 1-2 Timoteo, Tito, Filemón.
La Peshitta siriaca, utilizada por todas las diversas Iglesias de Siria, inicialmente no incluía 2 Pedro, 2 Juan, 3 Juan, Judas y Apocalipsis (y este canon de 22 libros es el que señalado por Juan Crisóstomo (c. 347-407) y Teodoreto (393-466) de la Escuela de Antioquía). También incluía el Salmo 151 y los Salmos 152-155 y 2 Baruc. Los sirios occidentales han añadido los 5 libros restantes a sus cánones Nuevo Testamento en tiempos modernos (como el de la Peshitta de Lee de 1823). Hoy en día, los leccionarios oficiales seguidos por la Iglesia ortodoxa siria de Malankara, con sede en Kottayam (India), y la Iglesia siria caldea, también conocida como la Iglesia de Oriente (nestoriana), con sede en Trichur (India), todavía presentan lecciones únicamente de los 22 libros de la Peshitta original.

### Canon armenio
La Biblia armenia introduce una adición: una tercera carta a los corintios; también se encuentra los Hechos de Pablo, que llegó a ser canonizado en la Iglesia armenia, pero no es parte de la Biblia armenia hoy. Apocalipsis, sin embargo, no fue aceptado hasta c. 1200 d. C., cuando el arzobispo Nerses organizó un Sínodo Armenio de Constantinopla para introducir el texto. Aun así, hubo intentos fallidos, incluso tan tarde como 1290 d. C. para incluir en el canon varios libros apócrifos armenios: Consejo de la Madre de Dios a los apóstoles, los Libros de Criapos, y la siempre popular Epístola de Bernabé.
La Iglesia apostólica armenia en ocasiones ha incluido el Testamento de los Doce Patriarcas en su Antiguo Testamento y la Tercera Epístola a los Corintios, pero no siempre junto con los otros 27 libros canónicos del Nuevo Testamento.

### Cánones copto y etíope
La Biblia copta (adoptada por la Iglesia egipcia) incluye las dos epístolas de Clemente, y la Biblia etíope incluye libros que no se encuentran en ninguna otra: el Sínodos (una colección de oraciones e instrucciones supuestamente escritas por Clemente de Roma), el Octateuco (un libro supuestamente escrito por Pedro a Clemente de Roma), el Libro de la Alianza (en dos partes, el primero, detalles y reglas de orden en la Iglesia, la segunda se refiere a instrucciones de Jesús a los discípulos dados entre la Resurrección y la Ascensión), y la Didascalia (con más reglas de orden de la iglesia, similares a las Constituciones Apostólicas).
El Nuevo Testamento de la Biblia copta, aprobado por la Iglesia egipcia, incluye las dos epístolas de Clemente. El canon de las Iglesias Tewahedo es algo más flexible que el de otros grupos cristianos tradicionales, y el orden, denominación, y la división de capítulos/versículos de algunos de los libros también es ligeramente diferente. El «más amplio» canon etíope del Nuevo Testamento incluye cuatro libros de «Sínodos» (prácticas de la iglesia), dos «Libros de la Alianza», «Clemente etíope» y la  «Didascalia etíope» (Ordenanzas Apostólicas a la Iglesia). Sin embargo, estos libros nunca se han impreso o han sido ampliamente estudiados. En este canon «más amplio» también es incluido a veces, con el Antiguo Testamento, una historia de ocho partes de los judíos basada en los escritos de Flavio Josefo, y conocido como «Pseudo-Josefo» o «José ben Gurión» (Yosēf walda Koryon).

## El desarrollo protestante (desde c. 1517)
Hasta la reforma protestante, la Iglesia católica nunca había elaborado oficialmente los límites del canon bíblico. Hacerlo no se había considerado necesario porque la autoridad de las Escrituras no era considerada mucho mayor que la de la Sagrada Tradición, las bulas papales y los concilios ecuménicos. Rechazando esto, Lutero y otros reformadores se centraron en la doctrina protestante de los Cinco solas.
No fue hasta los reformadores protestantes comenzaron a insistir en la autoridad suprema de la Escritura sola (la doctrina de Sola Scriptura) que se hizo necesario establecer un canon definitivo que incluiría una decisión sobre los «libros en disputa».

### Martín Lutero
Martín Lutero estaba preocupado por cuatro libros, conocidos como los Antilegomena de Lutero: Judas, Santiago, Hebreos y Apocalipsis; y a pesar de que los colocó en una posición secundaria en relación con el resto, no los excluyó. Él propuso retirarlos del canon, haciéndose eco del consenso de varios católicos, así como de notables humanistas cristianos, como el cardenal Jiménez, el cardenal Cayetano, y Erasmo; y en parte porque percibía que iban en contra de ciertas doctrinas protestantes como la sola gratia y la sola fide, pero esto no fue generalmente aceptado entre sus seguidores. Sin embargo, estos libros están clasificadas al final de la Biblia en lengua alemana de Lutero hasta nuestros días.
Lutero removió los libros deuterocanónicos del Antiguo Testamento de su traducción de la Biblia, colocándolos como «apócrifos, que son los libros que no se consideran iguales a las Sagradas Escrituras, pero útiles y buenos para leer». Lutero también tuvo problemas con el Libro de Ester en el Antiguo Testamento, al igual que los rabinos en varias ocasiones. Para escribir sobre esto aplicó la prueba: «¿Se insta a Cristo? Sí, ya que cuenta la historia de la supervivencia de las personas de quienes Cristo vino».

### Confesiones protestantes
Entre las confesiones de fe elaboradas por los protestantes, varias identifican por su nombre a los 27 libros del canon del Nuevo Testamento, incluyendo la Confesión de Fe francesa (1559), la Confesión Belga (1561), y la Confesión de Fe de Westminster (1647), durante la guerra civil inglesa. Los Treinta y Nueve Artículos, emitidos por la Iglesia de Inglaterra en 1563, nombra los libros del Antiguo Testamento, pero no el Nuevo Testamento. Ninguna de las declaraciones confesionales emitidas por cualquier iglesia luterana incluye una lista explícita de los libros canónicos.

### Cánones evangélicos
Muchos grupos cristianos evangélicos (que tienen su origen en Inglaterra c. 1730) no aceptan la teoría de que la Biblia cristiana no se conoció hasta que diversos Concilios locales y ecuménicos, que estiman como «dominados por Roma», hicieron sus declaraciones oficiales.
Estos grupos creen que el Nuevo Testamento es proclamado por Pablo (2 Timoteo 4:11-13), Pedro (2 Pedro 3:15-16), y en última instancia Juan (Apocalipsis 22:18-19) que concluyó el canon del Nuevo Testamento. Algunos señalan que Pedro, Juan y Pablo escribieron 20 (o 21) de los 27 libros del Nuevo Testamento, y conocían personalmente a todos los otros escritores del Nuevo Testamento. (Los libros que no se atribuyen a estos tres son: Mateo, Marcos, Lucas, Hechos, Santiago y Judas. La autoría de Hebreos ha sido largamente disputada). Los evangélicos tienden a no aceptar la Septuaginta como la inspirada Biblia hebrea, aunque muchos de ellos reconocen su amplia utilización por los judíos de habla griega en el siglo I. Señalan que los primeros cristianos conocían la Biblia hebrea al menos desde alrededor de 170, cuando Melitón de Sardes enumeró casi todos los libros del Antiguo Testamento, que los de las religiones evangélicas ahora usan. El canon de Melitón se encuentra en la Historia de la Iglesia de Eusebio 4.26.13-14:
En consecuencia, cuando fui a Oriente y llegué al lugar donde se predicaron e hicieron estas cosas, he aprendido con precisión los libros del Antiguo Testamento, y los envío a ti como está escrito abajo. Sus nombres son los siguientes: de Moisés, cinco libros: Génesis, Éxodo, Números, Levítico, Deuteronomio; Jesús Nave, Jueces, Rut; de los Reyes, cuatro libros; de Crónicas, dos; los Salmos de David, los Proverbios de Salomón, la Sabiduría también, Eclesiastés, Cantar de los Cantares, Job; de los profetas, Isaías, Jeremías; de los doce profetas, un libro; Daniel, Ezequiel, Esdras. De lo que también he hecho los extractos, dividiéndolos en seis libros.
La lista de Melitón no incluye el libro de Ester y no determina que la tradición documental específica utilizada por los judíos era necesariamente la que finalmente fue ensamblada en el Texto Masorético.
Muchos protestantes modernos apuntan a cuatro «Criterios de canonicidad» para justificar los libros que se han incluido en el Antiguo y Nuevo Testamento, que consideran que han cumplido con lo siguiente:
1. Origen Apostólico – atribuido a y sobre la base de la predicación/enseñanza de los apóstoles de primera generación (o sus compañeros cercanos).
2. Aceptación Universal – reconocido por todas las principales comunidades cristianas en el mundo antiguo (a finales del siglo IV).
3. Uso Litúrgico – leído públicamente cuando las comunidades cristianas tempranas se reunieron para la Cena del Señor (sus servicios de adoración semanales).
4. Mensaje Consistente - contienen un punto de vista teológico análogo o complementario a otros escritos cristianos aceptados.

El factor básico para el reconocimiento de la canonicidad de un libro para el Nuevo Testamento fue la inspiración divina, y la principal prueba de esto fue la apostolicidad. El término apostólico que se utiliza para la prueba de canonicidad no significa necesariamente autoría o derivación, sino más bien autoridad apostólica. La autoridad apostólica no se separa de la autoridad del Señor.
A veces es difícil de aplicar estos criterios a todos los libros en el canon aceptado, sin embargo, y hasta cierto punto, los libros que los protestantes sostienen como apócrifos cumplen con estos requisitos. En la práctica, los protestantes sostienen que el canon judío para el Antiguo Testamento y el canon católico para el Nuevo Testamento.

## El desarrollo católico (desde c. 1546)

### Concilio de Trento
El Concilio de Trento, el 8 de abril de 1546, por votación (24 a favor, 15 en contra, 16 abstenciones) aprobó el canon católico de la Biblia incluyendo los libros deuterocanónicos. Esta se dice que es la misma lista que produjo en el Concilio de Florencia en 1451, esta lista fue definida como canónica en la profesión de fe propuesta para la Iglesia Ortodoxa Siria. Debido a su ubicación, la lista no se considera vinculante para la Iglesia Católica, y en vista del requerimiento de Martín Lutero, la Iglesia Católica examinó la cuestión del canon nuevamente en el Concilio de Trento, que reafirmó el canon del Concilio de Florencia. Los libros del Antiguo Testamento que habían estado en duda, se denominaron deuterocanónicos, que no indica un menor grado de inspiración, sino un momento posterior de su aprobación final. Más allá de estos libros, algunas ediciones de la Vulgata Latina incluyen el Salmo 151, la Oración de Manasés, 1 Esdras (llamada 3 Esdras), 2 Esdras (llamada 4 Esdras), y la Epístola a los laodicenses en un apéndice, de estilo «Apogryphi».
En apoyo de la inclusión de los 12 libros deuterocanónicos en el canon, el Concilio de Trento señaló los dos consejos regionales que se reunieron bajo el liderazgo de Agustín en Hipona (393 d. C.) y Cartago (397 y 419 d. C.). Los obispos de Trento afirmaron que estos concilios formalmente definieron el canon que incluye estos libros.

### Desarrollos posteriores
El concilio Vaticano I, el 24 de abril de 1870, aprobó las adiciones a Marcos (Marcos 16:9-20), Lucas (Lucas 22:19b-20, 43-44), y Juan (Juan 7:53-8:11), que no se encuentran en los primeros manuscritos, pero que están contenidos en la edición Vulgata.
El papa Pío XI, el 2 de junio de 1927, decretó la comma johanneum estaba abierta a discusión.
El papa Pío XII, el 3 de septiembre de 1943, emitió la encíclica Divino afflante Spiritu, lo que permitió traducciones basadas en los textos que no sean la Vulgata latina.

## El desarrollo ortodoxo (desde c. 1672)

### Sínodo de Jerusalén
El Sínodo de Jerusalén en 1672 decretó el canon ortodoxo griego, que es el mismo que el decidido por el concilio de Trento para el Nuevo Testamento, pero distinto para el Antiguo Testamento.

### Estudios
- Ackroyd, P.R.; Evans, C.F., eds. (1970), The Cambridge History of the Bible 1, Cambridge University Press..
- Bauckham, Richard (2006), Jesus and the Eyewitnesses, Cambridge: Eerdmans..
- BeDuhn, Jason (2013), The First New Testament. Marcion's Scriptural Canon, Polebridge Press..
- Brakke, David (1994), «Canon Formation and Social Conflict in Fourth Century Egypt: Athanasius of Alexandria's Thirty Ninth Festal Letter», Harvard Theological Review 87: 395-419..
- Bruce, F.F. (1988), The Canon of Scripture, Intervarsity Press..
- de Jonge, H.J. (2003), «The New Testament Canon»,  en de Jonge, H.J.; Auwers, J.M., eds., The Biblical Canons, Leuven University Press.
- Ferguson, Everett (2002), «Factors leading to the Selection and Closure of the New Testament Canon»,  en McDonald, L.M.; Sanders, J.A., eds., The Canon Debate, Hendrickson..
- Gamble, Harry (1985), The New Testament Canon. Its Making and Meaning, Fortress Press..
- Kruger, Michael (2012), Canon Revisited. Establishing the Origins and Authority of the New Testament Books, Crossway..
- Kruger, Michael (2013), The Question of Canon. Challenging the Status Quo in the New Testament Debate, InterVarsity Press..
- Lindberg, Carter (2006), A Brief History of Christianity, Blackwell, ISBN 1-4051-1078-3..
- McDonald, L.M.; Sanders, J.A., eds. (2002), The Canon Debate, Hendrickson..
- Metzger, Bruce (1987), The Canon of the New Testament: Its Origins, Development, and Significance, Oxford: Clarendon..
- Noll, Mark A. (1997), Turning Points. Decisive Moments in the History of Christianity, Baker Academic..